# Malva (Sängerin)

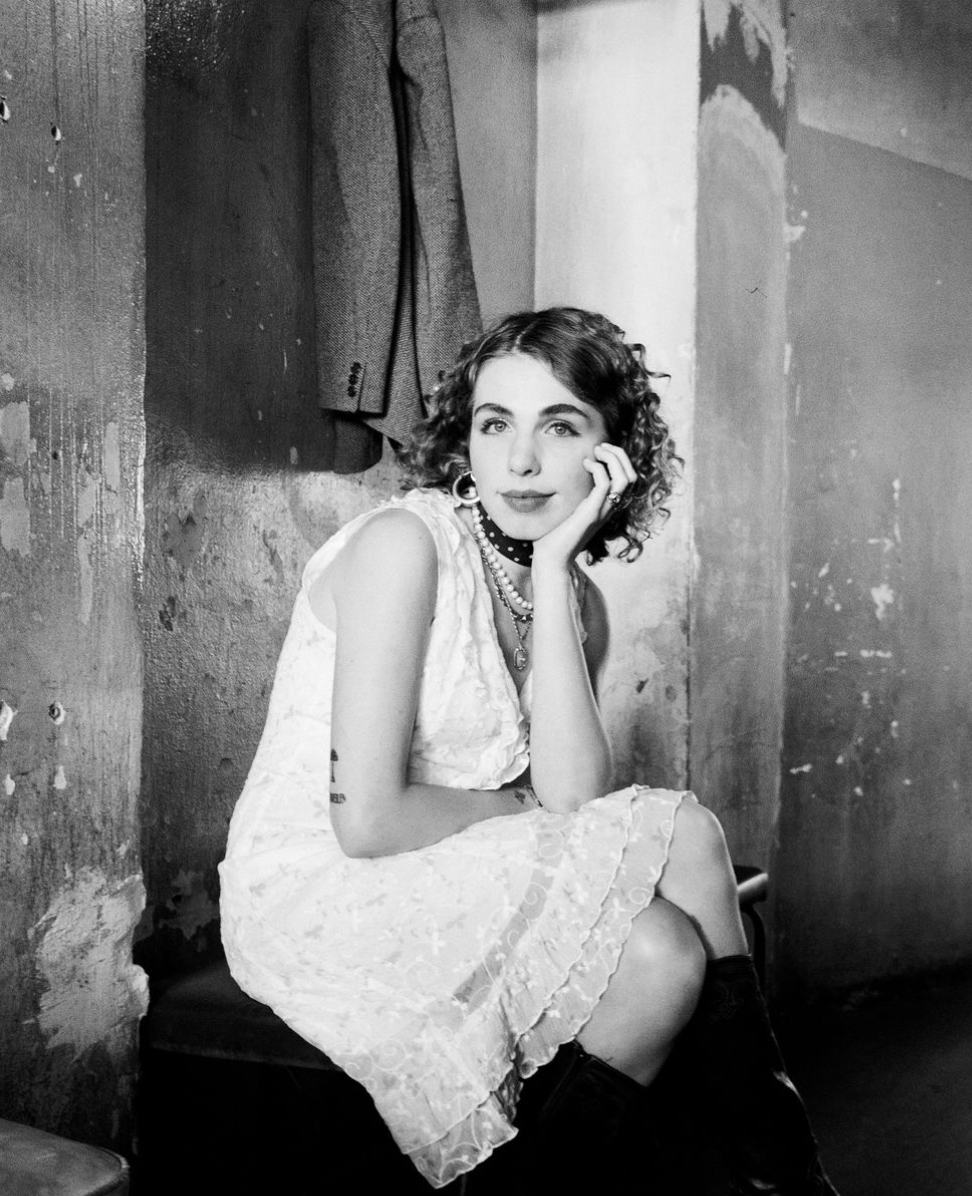
Malva im Café Kosmos, Foto: Claudia Sobe

Malva, eigentlich Malva Magdalena Scherer (* 23. Mai 2002) ist eine deutsche Musikerin, Komponistin und Singer-Songwriterin.

## Leben
Malva wuchs in München-Schwabing auf. Seit ihrem dreizehnten Lebensjahr schreibt sie Songs und Gedichte, spielt Akustikgitarre und Ukulele. Ihre Texte verfasst sie selbst. Produziert wird sie von dem Multiinstrumentalisten Quirin Felix Ebnet, mit dem sie auch ihre Konzerte spielt. Management von Gerald Huber, von 2022 bis Juni 2024. Als Vorbilder nennt die Künstlerin, die sich zwischen Chanson und Indiepop bewegt, die britische Singer-Songwriterin Dodie Clark oder auch, mehr wegen ihrer Rolle als Poetin, Gesamtkünstlerin und Person, Patti Smith. Bedeutung haben für Malva auch die Dichterin Mascha Kaléko und die Musikerin Hildegard Knef. Darüber hinaus zeigt sie sich als künstlerisch begabt, als gute Fotografin, sowie eigenwillig und stilsicher in ihrem modischen Auftritt. Ihre Kunst teilt sie auf ihrem Instagram-Account.

## Schaffen
Mit dem Münchner Musiker Jesper Munk absolvierte sie gemeinsam mit Quirin Ebnet als Duo unter dem Künstlernamen Malva erste Auftritte in der bayerische Provinz. Im November 2022 erschien Malvas Debütalbum „Das Grell in meinem Kopf“ beim Label Trikont, mit dem sie auf Anhieb Aufsehen erregte. Unter anderem fand sie auf dem Online-Portal Rolling Stone Germany, in der Süddeutschen Zeitung und vielen weiteren Publikationen Zustimmung. Auch Förderungen wie die Initiative Musik oder das Popmusik-Produktionstipendium der Stadt München erhielt Malva für ihr Schaffen. Es folgten erste Konzerte quer durch Deutschland, wie in dem Münchner Ampere oder auf dem Oberammergauer Heimatsound - Festival, als auch Support Gigs für verschiedenste Künstler und Künstlerinnen, wie King Hannah, The Düsseldorf Düsterboys, Oskar Haag, Tristan Brusch und weiteren.

Im Mai 2023 wurde Malva zur „Musikerin des Monats“ der ARD-Literatur-Sendung Druckfrisch gekürt. Sendungsmacher Andreas Ammer begründete es so:
„Malva (ist) eine nur 20-jährige Sängerin aus München, die mit ihrer betörenden Stimme es schon jetzt vom staatlich geförderten Pop-Talent über den Geheimtipstatus zur veritablen deutschen Musik-Hoffnung geschafft hat. Zunächst hat sie beim Münchner Kult-Label Trikont eine Debüt-LP veröffentlicht, die gefährlich souverän zwischen Chanson und Song, Englisch, Französisch und Deutsch hin und her mäandert. Auf ihrem Soundcloud-Account kann man hören, dass sie von Nico bis hin zu Libertines jede Art von Musik mit ihrer Stimme zu ihrer eigenen machen kann.“
Wie bereits ihr erstes Album, stellte Malva im Mai 2024 auch ihr zweites mit dem Titel A Soft Seduction Daily im Münchner Club Milla vor. Auch dieses Album war der Süddeutschen Zeitung oder dem Rolling Stone Germany einen Artikel wert.
Daraufhin folgte ein Künstler Portrait in der BR-Sendung „Capriccio“, gefolgt von Wiederholungen dessen in der 3Sat Kulturzeit und der ARD-Sendung Titel, Thesen, Temperamente. Als auch Artikel in der Brigitte Zeitung, dem Rolling Stone, dem In-München, dem Berliner Tipp Stadt Magazin und vielen mehr.

## Diskografie
- 2022:  Das Grell in meinem Kopf, (Trikont)
- 2024: A Soft Seduction Daily, (Trikont)